# 3850 (album)
3850 – piąty album studyjny polskiego zespołu muzycznego Lipali. Wydawnictwo ukazało się 1 października 2012 roku nakładem wytwórni muzycznej PRESSCOM. Płyta była promowana teledyskami do utworów "Pamiątki z masakry" i "Popioły".
Nagrania dotarły do 20. miejsca polskiej listy przebojów - OLiS.

## Lista utworów
Opracowano na podstawie materiału źródłowego.
1. "Pamiątki z masakry" - 3:32
2. "Najgroźniejsze zwierzę świata" - 4:10
3. "Pasja i skowyt" - 4:06
4. "Trudy" - 2:53
5. "Czy chcesz, czy nie… (moim dzieciom)" - 4:35
6. "Popioły" - 4:48
7. "Idol młot" - 3:18
8. "Sztorm (na Nowoporcką Nutę)" - 4:02
9. "Oburzeni" - 4:49
10. "Wodzu prowadź!" - 2:51
11. "Kropka" - 0:39

## Twórcy
Opracowano na podstawie materiału źródłowego.
| Zespół Lipali w składzie - Tomasz Lipnicki - wokal prowadzący, gitara - Adrian Kulik - gitara basowa - Łukasz Jeleniewski - perkusja Dodatkowi muzycy - Bartek Sniadecki - instrumenty klawiszowe, instrumenty perkusyjne - Agnieszka Lach - wokal wspierający - Maciej Jeleniewski - klarnet | Inni - Jacek Gawłowski - mastering - Szymon Sieńko - miksowanie - Marek Szwarc - inżynieria dźwięku - Kuba Kapłonski, Marcin Peła, Marek Schwartz - zdjęcia - Dominik Stańda - oprawa graficzna |